# Chancellerie de Navarre

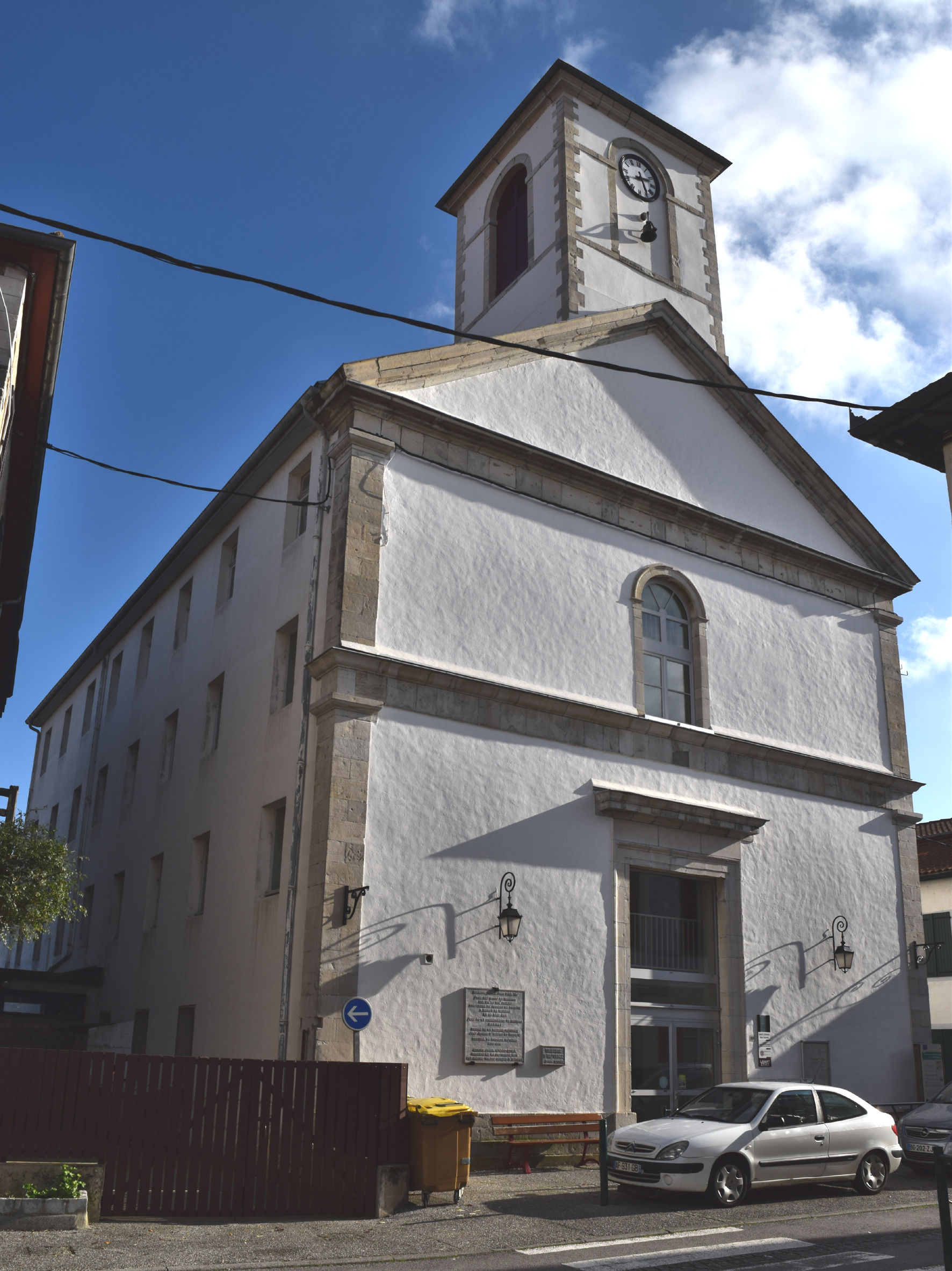
Église Saint-Paul à Saint-Palais.

La chancellerie de Navarre est la cour suprême de justice du royaume de Navarre. Elle est restaurée en 1524 par Henri II de Navarre à Saint-Palais. Ses audiences siégent alors dans l'église Saint-Paul.

## Histoire
Cette chancellerie était distincte et séparée de celle de la France ; mais l'émolument qui en provenait, tournait également au profit du roi, suivant une ordonnance de Philippe V dit le Long, du mois de février 1320 ; et lorsqu'il n'y avait point de chancelier de Navarre, le chancelier de France recevait quelquefois l'émolument de la chancellerie de Navarre : témoin un compte du 21 septembre 1321, suivant lequel Philippe V, étant en son grand-conseil, fit don au chancelier Pierre de Chappes des émoluments du sceau de Champagne, Navarre, et des Juifs, qu'il avait reçus sans en avoir rendu compte.
Jeanne, fille de Louis X dit le Hutin, ayant hérité de la Navarre, et l'ayant portée dans la maison d’Évreux, il y eut encore alors des rois particuliers de Navarre qui avaient leurs chanceliers. Philippe, comte d’Évreux et roi de Navarre par Jeanne sa femme, signa des lettres en 1328, à la relation de son chancelier.
La reine Jeanne ayant survécu à son mari, avait son chancelier : il en est parlé dans des lettres de Charles VI du mois de juillet 1388, qui font mention que « les francs bourgeois de la tour du château d’Évreux avoient été approchés, c'est-à-dire mandés devant le chancelier de la reine de Navarre, et quelques autres personnes pour les obliger de contribuer aux tailles qui avoient été ordonnées pour la guerre ».
Guy du Faur, seigneur de Pibrac, président au parlement de Paris, était chancelier de Marguerite de France, reine de Navarre : il avait son hôtel à Paris.
Il y a apparence que le chancelier de Navarre fut supprimé après l'avènement d'Henri IV, roi de Navarre, à la couronne de France.

## Les chanceliers (1524-1620)
Les chanceliers de Navarre ont été : 
- Pierre de Biaix (vers 1525-26)[2],[3],
- Nicolas Dangu († 1567),
- Nicolas Compain († 1571),
- Henri de Mêmes[4],
- Michel Huraut de l'Hopital (†1592)[5],
- Soffrey de Calignon (1593 † 1606)[6],
- Nicolas Brûlart de Sillery (1607).

La maison de Navarre comprenait outre le chancelier, également un surintendant, parfois distinct de son chef de conseil. Les surintendants ont été : Jacques de Ségur de Pardaillan (1583-1588), durant sa mission en Angleterre, c'est Philippe Duplessis-Mornay (1583, 1594, 1611), et Claude-Antoine de Vienne, seigneur de Clervant, qui le remplacent, à son retour la charge de surintendant est partagé entre les trois en 1585 ; Claude de Bullion (1612), Nicolas Chevalier, Claude Bouthilier (1632).
En 1607, les affaires et finances de Navarre furent réunies avec celle de France.
Son union au conseil souverain de Béarn forme le parlement de Navarre siégeant à Pau. À la suite de son déménagement à Pau, dans l'enceinte du Parlement de Navarre elle est remplacée par la sénéchaussée de Navarre.
Les fondements de la constitution navarraise exigent que la justice soit rendue dans le royaume et interdisent aux habitants tout recours hors celui-ci.

## Composition de la Chancellerie de Navarre (1524-1620)
La chancellerie du royaume de Navarre, restaurée en 1524 par le roi Henri II, siégeait dans la ville de Saint-Palais.
Elle était composée ainsi:
- un office de président, ayant le titre de vice-chancelier du royaume de Navarre
- cinq offices de conseillers
- un office d'avocat général
- un office de procureur général

À la suite de l'Édit de Pau en 1620, qui entraine l'union de la Chancellerie de Navarre avec le Conseil souverain de Béarn pour former Parlement de Navarre siègeant à Pau, les membres de la Chancellerie intégrent la nouvelle institution en conservant leur office, le vice-chancelier devenant président à mortier, l'avocat général de la Chancellerie devenant seul procureur général du nouveau parlement et le procureur général de la Chancellerie devenant second avocat géneral du nouveau parlement.